# Єгоркіна Дарія Юріївна
Дарія Юріївна Єгоркіна (рос. Дарья Юрьевна Егоркина; нар. 18 червня 1989) — українська акторка.

## Життєпис
Дарія Єгоркіна народилася 18 червня 1989 року.
У 2010 році закінчила Київський державний університет театру, кіно і телебачення ім. Карпенка-Карого (майстерня Е. М. Митницького).
Працювала у Київському академічному театрі драми і комедії на Лівому березі Дніпра.
З 2011 року живе і працює в Москві.

## Творчий доробок

### Акторка театру
- «Рожевий міст» (режисер Катерина Степанкова) — дочка Керолайн
- «Куди подме вітер» (режисер Олексій Лісовець) — Біляна
- «Голубчики мої» (режисер Юрій Погребничко) — Соня Мармеладова
- «Повернення блудного батька» (режисер Ілля Ноябрьов) — дочка Олена
- «Небезпечні зв'язки» (режисер Андрій Білоус) — гостя на балу
- «Море… Ніч… Свічки» (режисер. Едуард Митницький) — пластичні етюди
- «Горе від розуму» (режисер Андрій Білоус) — Софія

### Фільмографія
| Рік  |   | Українська назва        | Оригінальна назва            | Роль                              |
| ---- | - | ----------------------- | ---------------------------- | --------------------------------- |
| 2008 | ф | «Карасі»                |                              | епізод                            |
| 2009 | ф | «Повернення Мухтара-5»  | рос. Возвращение Мухтара 5   | Настя                             |
| 2009 | ф | «Крапля світла»         | рос. Капля света             | Вероніка                          |
| 2011 | ф | Арифметика підлості     | рос. Арифметика подлости     | епізод (немає в титрах)           |
| 2011 | ф | «Повернення Мухтара-7»  | рос. Каменская-6             | Олена Кочкіна/Марго/сліпа дівчина |
| 2012 | ф | «Матінко моя»           | рос. Мамочка моя             | Ірина                             |
| 2012 | ф | «Батьківський інстинкт» | рос. Отцовский инстинкт      | дівчина                           |
| 2012 | ф | «Порох і дріб»          | рос. Порох и дробь           | Надя, медсестра                   |
| 2012 | ф | «СБУ. Спецоперація»     | рос. Обратная сторона Луны 2 | Вадим Клипов                      |
| 2014 | ф | «Читець»                | рос. Чтец                    | Вероніка                          |
| 2016 | ф | «Бестселер по коханню»  |                              | Марина                            |
| 2016 | с | «На лінії життя»        | рос. На линии жизни          | Оксана Грицько                    |
| 2016 | с | «Співачка»              | рос. Певица                  | Діана в молодості                 |
| 2016 | ф | «Поганий гарний коп»    |                              | Ірина Рожкова                     |
| 2017 | с | «Шанс на кохання»       | рос. Шанс на любовь          | Анжела                            |
| 2017 | с | «Ноти кохання»          | рос. Ноты любви              | Аріна                             |
| 2018 | с | «Лікар Ковальчук»       |                              | епізодична роль                   |
| 2018 | с | За три дні до кохання   | рос. «За три дня до любви»   | Міла Солдатова                    |
| 2018 | с | Прислуга                |                              | Наталка                           |
| 2018 | с | Жити заради кохання     | рос. Жить ради любви         |                                   |
| 2018 | с | «Серце слідчого»        | рос. Сердце следователя      | Варвара Родіонова                 |
| 2019 | с | «Замок на піску»        | рос. «Замок на песке»        | Ірина                             |
| 2019 | с | «Дорога додому»         | рос. Дорога домой            | епізодична роль                   |